# Ibinabo Jack
Ibinabo Jack (Wigan) is een Brits actrice.

## Studie
Jack doorliep de middelbare school aan de St Peter's Catholic High School en daarna aan de Winstanley College, beide in Wigan. Het acteren leerde zij aan de Mountview Academy of Theatre Arts in Peckham. 

## Carrière
Jack begon in 2018 met acteren in de film Two for Joy, waarna zij nog meerdere rollen speelde in films en televisieseries. Zij is vooral bekend van haar rol als DC Jacqueline 'Jac' Williams in de televisieserie Vera (2018-heden). 

## Filmografie

### Films
Uitgezonderd korte films.
- 2018 Two for Joy - als politieagente

### Televisieseries
Uitgezonderd eenmalige gastrollen.
- 2022 Big Cook Little Cook - als Jen - 26 afl.
- 2018-2022 Vera - als DC Jacqueline 'Jac' Williams - 18 afl.
- 2020-2021 Big Fat Like - als diverse personages - 10 afl.
- 2019 Doctors - als Theresa Sutton - 6 afl.